# Списак српских олимпијаца
Следећи списак представља списак српских олимпијаца по спортовима који се такмиче на ОИ за Србију (1912, 2008-). За српске олимпијце који су се такмичили за време СХС, Краљевине Југославије и СФРЈ погледај Списак олимпијаца Југославије (1920-1992 ЗОИ), а за време СРЈ и СЦГ погледај Списак српско-црногорских олимпијаца.

## Летње олимпијске игре

### Атлетика
- Емир Бекрић, 400 м препоне
- Елзан Бибић, 5000 м
- Адриана Вилагош, бацање копља
- Марија Вученовић, бацање копља
- Милица Гардашевић, скок у даљ
- Михаил Дудаш, десетобој
- Дарко Живановић, маратон
- Оливера Јевтић, 5000 м, 10000 м, маратон
- Татјана Јелача, бацање копља
- Асмир Колашинац, бацање кугле
- Душан Милошевић, 100 м
- Марина Мунћан, 1500 м
- Горан Нава, 1500 м
- Милан Ристић, 110 м препоне
- Анђелко Ристичевић, маратон
- Владимир Савановић, 50 км ходање
- Тамара Салашки, 400 м
- Армин Синанчевић, бацање кугле
- Ана Суботић, маратон
- Амела Терзић, 800 м, 1500 м
- Драгана Томашевић, бацање диска
- Драгутин Томашевић, маратон
- Ангелина Топић, скок у вис
- Биљана Топић, штафета 4x100 м, троскок
- Драгутин Топић, скок у вис
- Ненад Филиповић, 50 км ходање
- Предраг Филиповић, 20 км ходање, 50 км ходање
- Ивана Шпановић,  скок у даљ

### Баскет
- Марко Бранковић
- Михаило Васић
- Душан Домовић Булут
- Дејан Мајсторовић
- Страхиња Стојачић
- Александар Ратков

### Бициклизам
Брдски бициклизам
- Јована Црногорац

Друмски бициклизам
- Јелена Ерић
- Огњен Илић
- Небојша Јовановић
- Габор Каса
- Иван Стевић

### Бокс
- Вахид Абасов
- Александар Дреновак
- Нина Радовановић
- Сара Ћирковић
- Наталија Шадрина

### Ватерполо
- Милан Алексић
- Немања Вицо
- Владимир Вујасиновић
- Живко Гоцић
- Никола Дедовић
- Радомир Драшовић
- Никола Јакшић
- Петар Јакшић
- Ђорђе Лазић
- Душан Мандић
- Бранислав Митровић
- Стефан Митровић
- Владимир Мишовић
- Слободан Никић
- Бранко Пековић
- Душко Пијетловић
- Гојко Пијетловић
- Андрија Прлаиновић
- Никола Рађен
- Сава Ранђеловић
- Виктор Рашовић
- Страхиња Рашовић
- Дејан Савић
- Слободан Соро
- Александар Ћирић
- Милош Ћук
- Немања Убовић
- Вања Удовичић
- Филип Филиповић
- Радослав Филиповић
- Александар Шапић
- Алекса Шапоњић
- Денис Шефик

### Веслање
- Јована Арсић
- Ненад Беђик
- Милош Васић
- Миљан Вуковић
- Горан Јагар
- Радоје Ђерић
- Марко Марјановић
- Мартин Мачковић
- Ива Обрадовић
- Николај Пименов
- Никола Стојић
- Андрија Шљукић

### Кајак и кану
Мирне воде
- Александар Алексић
- Анастазија Бајук
- Далма Бенедек
- Небојша Грујић
- Марија Достанић
- Марко Драгосављевић
- Бојан Зделар
- Миленко Зорић
- Рената Кубик
- Николина Молдован
- Оливера Молдован
- Антонија Нађ
- Марко Новаковић
- Антонија Панда
- Дејан Пајић
- Дуња Станојев
- Милица Старовић
- Страхиња Стефановић
- Дејан Терзић
- Марта Тибор
- Марко Томићевић
- Владимир Торубаров
- Ервин Холперт
- Анђело Џомбета

### Карате
- Јована Прековић

### Кошарка
- Алекса Аврамовић
- Ивон Андерсон
- Стефан Бирчевић
- Богдан Богдановић
- Дајана Бутулија
- Марко Гудурић
- Ана Дабовић
- Милица Дабовић
- Дејан Давидовац
- Огњен Добрић
- Ангела Дугалић
- Мина Ђорђевић
- Маша Јанковић
- Невена Јовановић
- Никола Јовић
- Стефан Јовић
- Никола Јокић
- Никола Калинић
- Александра Катанић
- Тина Крајишник
- Сара Крњић
- Вања Маринковић
- Стефан Марковић
- Милан Мачван
- Јелена Миловановић
- Никола Милутинов
- Василије Мицић
- Немања Недовић
- Јована Ногић
- Данијел Пејџ
- Соња Петровић
- Филип Петрушев
- Урош Плавшић
- Тамара Радочај
- Мирослав Радуљица
- Ивана Раца
- Марко Симоновић
- Надиа Смаилбеговић
- Драгана Станковић
- Милош Теодосић
- Александра Црвендакић
- Саша Чађо
- Маја Шкорић
- Владимир Штимац

### Одбојка
- Маја Алексић
- Александар Атанасијевић
- Ана Бјелица
- Новица Бјелица
- Јелена Благојевић
- Дејан Бојовић
- Тијана Бошковић
- Јована Бракочевић
- Бианка Буша
- Стефана Вељковић
- Јована Весовић
- Андрија Герић
- Никола Грбић
- Ивана Ђерисило
- Бојана Живковић
- Марко Ивовић
- Бојан Јанић
- Никола Јововић
- Милорад Капур
- Никола Ковачевић
- Урош Ковачевић
- Наташа Крсмановић
- Петар Крсмановић
- Миран Кујунџић
- Хена Куртагић
- Катарина Лазовић
- Сара Лозо
- Дражен Лубурић
- Сања Малагурски
- Тијана Малешевић
- Бојана Миленковић
- Иван Миљковић
- Слађана Мирковић
- Михајло Митић
- Бранкица Михајловић
- Брижитка Молнар
- Александар Недељковић
- Милош Никић
- Јелена Николић
- Маја Огњеновић
- Павле Перић
- Владо Петковић
- Марко Подрашчанин
- Мина Поповић
- Силвија Поповић
- Милан Рашић
- Милена Рашић
- Никола Росић
- Марко Самарџић
- Маја Симанић
- Драган Станковић
- Сања Старовић
- Саша Старовић
- Јована Стевановић
- Вук Тодоровић
- Сузана Ћебић
- Александра Узелац
- Весна Читаковић

### Пливање
- Никола Аћин
- Андреј Барна
- Иван Ленђер
- Владан Марковић
- Ђорђе Марковић
- Урош Николић
- Мирослава Најдановски
- Милица Остојић
- Чаба Силађи
- Радован Сиљевски
- Катарина Симоновић
- Велимир Стјепановић
- Марица Стражмештер
- Нађа Хигл
- Јустин Цветков
- Ања Цревар
- Милорад Чавић
- Вук Челић

### Рвање
Грчко-римски стил
- Зураб Датунашвили
- Михаил Каџаја
- Александар Комаров
- Александар Максимовић
- Виктор Немеш
- Мате Немеш
- Георги Тибилов
- Кристијан Фрис
- Давор Штефанек

Слободни стил
- Стеван Мићић
- Хетик Цаболов

### Рукомет
- Бојан Бељански
- Марко Вујин
- Ненад Вучковић
- Момир Илић
- Никола Манојловић
- Драган Марјанац
- Добривоје Марковић
- Иван Никчевић
- Рајко Продановић
- Момир Рнић
- Дарко Станић
- Иван Станковић
- Алем Тоскић
- Далибор Чутура
- Жарко Шешум

### Стони тенис
- Марко Јевтовић
- Димитрије Левајац
- Изабела Лупулеску
- Александар Каракашевић
- Жолт Пете

### Стрељаштво
- Андреа Арсовић
- Зорана Аруновић
- Бобана Величковић
- Сања Вукашиновић
- Димитрије Гргић
- Андрија Златић
- Лазар Ковачевић
- Ивана Максимовић
- Дамир Микец
- Јасмина Миловановић
- Немања Миросављев
- Лидија Михајловић
- Стеван Плетикосић
- Миленко Себић
- Милутин Стефановић
- Јасна Шекарић

### Теквондо
- Тијана Богдановић
- Драгана Гладовић
- Лев Корнејев
- Милица Мандић
- Дамир Фејзић
- Александра Перишић
- Стефан Таков

### Тенис
- Новак Ђоковић
- Ненад Зимоњић
- Ана Ивановић
- Јелена Јанковић
- Ивана Јоровић
- Миомир Кецмановић
- Александра Крунић
- Душан Лајовић
- Нина Стојановић
- Јанко Типсаревић
- Виктор Троицки

### Фудбал
- Никола Гулан
- Александар Живковић
- Марко Јовановић
- Андрија Калуђеровић
- Гојко Качар
- Александар Коларов
- Миљан Мрдаковић
- Предраг Павловић
- Слободан Рајковић
- Ђорђе Ракић
- Милан Смиљанић
- Саша Стаменковић
- Владимир Стојковић
- Душан Тадић
- Ненад Томовић
- Душко Тошић
- Зоран Тошић
- Љубомир Фејса

### Џудо
- Страхиња Бунчић
- Дмитриј Герасименко
- Милица Жабић
- Александар Кукољ
- Немања Мајдов
- Милица Николић
- Ања Обрадовић
- Марица Перишић

## Зимске олимпијске игре

### Алпско скијање
- Марко Вукићевић
- Невена Игњатовић
- Јелена Лоловић
- Марко Стевовић
- Марија Трмчић

### Биатлон
- Миланко Петровић

### Боб
- Александар Бундало
- Слободан Матијевић
- Вук Рађеновић
- Милош Савић
- Игор Шарчевић

### Скијашко трчање
- Амар Гарибовић
- Ивана Ковачевић
- Миланко Петровић
- Дамир Растић
- Белма Шмрковић
- Рејхан Шмрковић

### Сноубординг
- Нина Мицић

## Статистика
Летње олимпијске игре
| Спорт        | 1912     | 1920-2004 | 2008 | 2012 | 2016 | 2020 | 2024 | М   | Ж   | Укупно |    |
| ------------ | -------- | --------- | ---- | ---- | ---- | ---- | ---- | --- | --- | ------ | -- |
| Спорт        | Атлетика | •         |      | •    | •    | •    | •    | •   | 15  | 13     | 28 |
| Баскет       |          |           |      |      |      | •    | •    | 6   | 0   | 6      |    |
| Бициклизам   |          |           | •    | •    | •    |      | •    | 4   | 2   | 6      |    |
| Бокс         |          |           |      | •    |      | •    | •    | 2   | 3   | 5      |    |
| Ватерполо    |          |           | •    | •    | •    | •    | •    | 33  | 0   | 33     |    |
| Веслање      |          |           | •    | •    | •    | •    | •    | 10  | 2   | 12     |    |
| Кајак и кану |          |           |      | •    | •    | •    | •    | 13  | 11  | 24     |    |
| Карате       |          |           |      |      |      | •    |      | 0   | 1   | 1      |    |
| Кошарка      |          |           |      |      | •    | •    | •    | 22  | 22  | 44     |    |
| Одбојка      |          |           | •    | •    | •    | •    | •    | 27  | 31  | 54     |    |
| Пливање      |          |           | •    | •    | •    | •    | •    | 12  | 6   | 18     |    |
| Рвање        |          |           | •    | •    | •    | •    | •    | 11  | 0   | 11     |    |
| Рукомет      |          |           |      | •    |      |      |      | 15  | 0   | 15     |    |
| Стони тенис  |          |           | •    | •    | •    | •    | •    | 4   | 1   | 5      |    |
| Стрељаштво   |          |           | •    | •    | •    | •    | •    | 8   | 8   | 16     |    |
| Теквондо     |          |           |      | •    | •    | •    | •    | 3   | 4   | 7      |    |
| Тенис        |          |           | •    | •    | •    | •    | •    | 6   | 5   | 11     |    |
| Фудбал       |          |           | •    |      |      |      |      | 18  | 0   | 18     |    |
| Џудо         |          |           |      | •    | •    | •    | •    | 4   | 4   | 8      |    |
| Укупно (19)  | 1        |           | 11   | 15   | 14   | 16   | 16   | 213 | 113 | 326    |    |

Зимске олимпијске игре
| Спорт           | 1924-2006      | 2010 | 2014 | 2018 | 2022 | М  | Ж | Укупно |   |
| --------------- | -------------- | ---- | ---- | ---- | ---- | -- | - | ------ | - |
| Спорт           | Алпско скијање |      | •    | •    | •    | •  | 2 | 3      | 5 |
| Биатлон         |                | •    | •    |      |      | 1  | 0 | 1      |   |
| Боб             |                | •    | •    |      |      | 5  | 0 | 5      |   |
| Скијашко трчање |                | •    | •    | •    |      | 4  | 2 | 6      |   |
| Сноубординг     |                |      | •    |      |      | 0  | 1 | 1      |   |
| Укупно (5)      |                | 4    | 5    | 2    | 1    | 12 | 6 | 18     |   |

## Занимљивости
- Србија није учествовала на првим Олимпијским играма 1896. међутим играма је присуствовао краљ Александар. На истим играма, први Србин учесник игара, први освајач медаље, и први олимпијац са територије Србије, постао је Бачванин Момчило Тапавица који се такмичио за Мађарску у три спорта и освојио  медаљу у тенису.
- Америчка голферка Дарија Прат, освојила је  медаљу на Олимпијским играма 1900, а касније је постала супруга српског кнеза Алексе Карађорђевића.
- На Олимпијским међуиграма у Атини 1906. буњевачки спортиста из Суботице, Ђуро Стантић освојио је  медаљу у атлетици.
- Први олимпијци под српском заставом постали су 1912. Душан Милошевић и Драгутин Томашевић.
- Једини српски олимпијац који се до сада такмичио и на Зимским и на Летњим играма је Александар Миленковић. На Зимским олимпијским играма 1992. такмичио се за Југославију у скијашком трчању, на Летњим играма исте године под олимпијском заставом такмичио се у бициклизму, а 2006. на Зимским играма представљао је Србију и Црну Гору у биатлону и скијашком трчању.
- Највише наступа остварили су Јасна Шекарић - седам и Драгутин Топић - шест.

### Натурализовани олимпијци
- Олимпијци који нису српског порекла, али су променили спортско држављанство како би се такмичили за Србију на Олимпијским играма:
- Дмитриј Герасименко
- Далма Бенедек
- Данијел Пејџ
- Ивон Андресон
- Зураб Датунашвили (такмичио се за Грузију на ОИ 2012. и 2016)
- Михаил Каџаја
- Олимпијци који су већ представљали нашу земљу на ОИ без обзира како се у том тренутку звала (Србија, СЦГ, СРЈ, Југославија, СХС) па су накнадно променили држављанство:
- Весна Радовић (1980) →  (1984)
- Славица Ђукић (1984, 1988) →  (1992)
- Петар Сибинкић (1996) →  (2000)
- Илија Лупулеску (1988, 1992, 1996, 2000) →  (2004)
- Наташа Душев-Јанић (2000) →  (2004, 2008, 2012, 2016)
- Марија Шестак (2000) →  (2008, 2012)
- Арпад Штербик (2000) →  (2012)
- Денис Шефик (2004, 2008) →  (2012)
- Слободан Соро (2008, 2012) →  (2016)

Спортисти који су представљали нашу земљу на међународним такмичењима, а постали олимпијци под заставом других држава:
- Моника Селеш →  (1996, 2000)
- Себастиан Сабо →

### Остали олимпијци
- Знатан број олимпијаца, а међу њима и освајача олимпијских медаља који нису српског порекла (или се нису тако декларисали), нити су некада наступали за нашу земљу (на ОИ или на међународним такмичењима) рођен је на територији данашње Србије:
- Мајлинда Кељменди
- Хуан Гажо
- Алберт Боген
- Мирна Јукић
- Лудвиг Шлангер
- Шаул Ладани
- Арпад Шимоњик
- Ернест Мајснер
- Иштван Доноган
- Ендре Мадараш
- Антониа Мункачи
- Пал Салаи
- Јожеф Вертеши
- Акош Инотаи
- Милитадеш Мано
- Тибор Мамужич
- Јанош Крижан
- Јожеф Беркеш
- Шандор Гомбош
- Имре Петнехази
- Ласло Сабадош
- Марија Франк
- Антал Бенда
- Ференц Ракоши
- Берталан Жотер
- Лајош Сич
- Хелмар Милер
- Луан Краснићи
- Ана Стајн
- Фатмире Алуши
- Аурел Гуга
- Јован Стојоски
- Емануела Салопек
- Тамара Борош
- Наим Тербуња
- Астрит Ајдаревић
- Валмир Бериша
- Александар Радовић
- Милош Шћепановић
- Срђан Мрваљевић
- Према неким тврдњама, могуће је да је петоструку олимпијски победник из 1924. и 1928.  Џони Вајсмилер, рођен у насељу Међа, у општини Житиште.
- Знатан број олимпијаца српског порекла, било да су рођени у Србији или свету учествовао је на олимпијским играма под заставама великог броја држава.
- Паола Вукојичић (2000, 2004, 2008)
- Милан Благојевић (1992)
- Вера Игњатовић (2000)
- Марина Копчалић (2000)
- Јована Милошевић (2000)
- Рајан Павловић (2000)
- Милан Славујевић (2000)
- Драган Шестић (2000)
- Саша Шестић (2000)
- Јелена Докић (2000)
- Дени Милошевић (2000)
- Мајкл Ћурчија (2000)
- Алекс Марић (2012)
- Лена Михаиловић (2020)
- Петар Кокотовић (1912)
- Никола Стајковић (1972, 1976, 1980, 1988, 1992)
- Станка Божовић (1992, 2000)
- Невена Лукић (2004)
- Александар Ђурић (1992)
- Ђуро Коџо (2000)
- Жељко Петровић (2000)
- Жељко Панић (2000, 2004)
- Зоран Новаковић (2000)
- Срђан Миличевић (2004)
- Зоран Прерад (2004)
- Александра Васиљевић (2006)
- Миро Ћосић (2006)
- Ведрана Вучићевић (2006)
- Бојан Самарџија (2006)
- Лусија Кимани-Марчетић (2008, 2012, 2016)
- Маја Клепић (2010)
- Жана Новаковић (2010, 2014)
- Марко Рудић (2010, 2014)
- Тања Каришик (2010, 2014, 2018)
- Младен Плакаловић (2010, 2014, 2018)
- Ивана Нинковић (2012)
- Михајло Чепркало (2016)
- Татјана Ђекановић (2016, 2020)
- Лана Пудар (2020, 2024)
- Страхиња Ерић (2022)
- Сања Кусмук (2022)
- Јован Лекић (2024)
- Александра Самарџић (2024)
- Пол Радмиловић (1906, 1908, 1912, 1920, 1924, 1928)
- Саша Живуловић (2004)
- Драган Травица (2012)
- Срђан Вуксановић (2020)
- Душан Марковић (2020)
- Џејмс Трифунов (1924, 1928, 1932)
- Ели Шукунда (1976, 1984)
- Адриен Плавшић (1992)
- Данијел Нестор (1996, 2000, 2004, 2008, 2012, 2016)
- Рајан Радмановић (2004, 2008)
- Саша Паламаревић (2008)
- Захари Плавшић (2008, 2012)
- Френк Данчевић (2008)
- Саша Мехмедовић (2008, 2012)
- Милош Раонић (2012)
- Данијел Шарић (2016)
- Милан Трајковић (2016, 2020)
- Лука Младеновић (2024)
- Момчило Тапавица (1896)
- Бојана Радуловић (2000, 2004)
- Лазо Милоевић (1992)
- Дивна Пешић (2000, 2004)
- Марко Савић (2008)
- Андреа Петковић (2016)
- Ненад Вучинић (2000)
- Марко Стаменић (2020)
- Кристина Вукичевић (2008)
- Лавинија Милошевић (1992, 1996)
- Димитрије Књажевић (1912)
- Боб Ђоковић (1984)
- Павле Јовановић (2006)
- Саша Кљештан (2008)
- Марко Вавић (2020, 2024)
- Анастасија Золотић (2020)
- Јована Секулић (2024)
- Софија Витас (2024)
- Ђорђе Михаиловић (2024)
- Бранко Радивојевић (2010, 2014)
- Сара Исаковић (2004, 2008, 2012)
- Миладин Козлина (2004)
- Иван Трајковић (2012, 2020)
- Весна Ђукић (2012)
- Лука Дончић (2020)
- Зоран Драгић (2020)
- Алексеј Николић (2020)
- Дарко Јоргић (2020)
- Андреј Голић (2000)
- Никола Кaрабатић (2004, 2008, 2012, 2016, 2020)
- Кристина Младеновић (2012, 2016, 2020)
- Игор Ковачевић (2016)
- Петар Томашевић (2016)
- Лука Карабатић (2016, 2020)
- Енцо Тешић (2020)
- Стефан Бајић (2020)
- Јасмина Јанковић (2016)
- Дражен Петровић (1992)
- Милош Милошевић (1996, 2000)
- Стјепан Јанић (2008)
- Марко Поповић (2008)
- Сандра Паовић (2008)
- Бојана Бјељац (2020)
- Катарина Булатовић (2012, 2016)
- Ана Ђокић (2012)
- Марија Јовановић (2012, 2016)
- Бојана Поповић (2012, 2016)
- Ана Радовић (2012)
- Марко Петковић (2020)
- Викторија Голубић (2020)
- Роберт Кронберг (2000, 2004)
- Љубомир Врањеш (2000)
- Данијела Рундквист (2002, 2006, 2010)
- Далибор Додер (2012)
- Александар Милошевић (2016)
- Никола Миротић (2016)

Напомена: Списак је непотпун услед недостатка поузданих информација.